# Западный Каратау
Западный Каратау (от каз. Батыс Қаратау) — горный хребет, один из отрогов Мангыстауских гор. Простирается с юго-востока на северо-запад, длина 130 км, ширина 10 км. Самая высокая точка — гора Бесшокы (556 м). Сложен горными породами перми и триаса: метаморфизованными песчаниками, сланцами, конгломератами, перекрытыми делювиально-пролювиальными отложениями четвертичного периода. Образовался в результате новых тектонических движений земной коры. Имеются месторождения нефти, газа, железа, меди, угля. Почвы сероземные. Растут полынь, ковыль и др. У подножия хребта родники с пресной водой.